# Stazione Pedro Vicente Maldonado
La stazione Pedro Vicente Maldonado (in spagnolo  Estación Pedro Vincente Maldonado) è una base antartica estiva ecuadoriana localizzata nell'isola Greenwich (Shetland Meridionali). La struttura è intitolata allo scienziato ecuadoriano Pedro Vicente Maldonado che nel 1736 contribuì alla determinazione della linea equatoriale terrestre.
Localizzata ad una latitudine di 62°27′S e ad una longitudine di 59°42′O in una zona libera dai ghiacci, la struttura è stata inaugurata il 2 marzo 1990 e si occupa di studi di fisiologia umana, geologia ed oceanografia.